# Щолконогова
Щолконо́гова (рос. Щелконогова) — присілок у складі Тугулимського міського округу Свердловської області.
Населення — 124 особи (2010, 161 у 2002).
Національний склад станом на 2002 рік: росіяни — 84 %.